# S. L. Stancliffe
S. L. Stancliffe (* vor 1930) ist/war ein US-amerikanischer Filmtechniker und Erfinder, der 1952 mit einer Oscar-Plakette in der Kategorie „Wissenschaft und Entwicklung“ (Academy Scientific & Engineering Award) ausgezeichnet wurde.
Stancliffe, ein ehemaliger Radaringenieur bei der Marine, und Gordon Jennings wurden bei den 24th Annual Academy Awards jeweils mit einer sogenannten Class II-Auszeichnung, einer Oscar-Plakette, ausgezeichnet „für ihren Entwurf, den Bau und die Anwendung eines servobetriebenen Aufzeichnungs- und Wiedergabegerätes“ („for the design, construction and application of a servo-operated recording and repeating device“), das sie für die Spezialabteilung Fotografie der Paramount Studios und die technische Abteilung der Paramount Studios (Paramount Studios Special Photographic and Engineering Departments) erfunden hatten.
Weitere Erkenntnisse über Stancliffes Leben und seinen beruflichen Werdegang liegen nicht vor.